# Río Jarahuasi
Der Río Jarahuasi ist ein etwa 95 km langer linker Nebenfluss des Río Huallaga in Zentral-Peru in den Provinzen Dos de Mayo, Huánuco und Leoncio Prado der Region Huánuco. Im Oberlauf trägt der Fluss die Namen Quebrada Tantacoto und Río Pumachaca, im Mittellauf Río Rangra Huasi.

## Flusslauf
Das Quellgebiet des Río Jarahuasi befindet sich in der peruanischen Zentralkordillere im Distrikt Marías der Provinz Dos de Mayo. Dort wird der Fluss aus zahlreichen Quellflüssen gespeist. Ein Quellfluss, der in etwa dem hydrologischen Hauptstrang entspricht, entspringt südlich der Laguna Huamash Grande auf einer Höhe von 4380 m nahe der Wasserscheide zur Quebrada Julcapampa, einem Zufluss des oberen Río Marañón. Dieser Quellfluss fließt anfangs 10 km nach Norden und wendet sich bei der Ortschaft Tantacoto in Richtung Ostnordost. Bei Flusskilometer 53, nahe der Ortschaft Patay Rondos-Sicsipata, trifft die Quebrada Tingo von Südwesten kommend auf den Fluss. Dieser behält die Fließrichtung bis Flusskilometer 30 bei und fließt im Unterlauf nach Osten. Am Südufer liegen die Distrikte Churubamba und Chinchao (beide in der Provinz Huánuco). Ab Flusskilometer 36 bildet der Fluss die Grenze zwischen der Provinz Leoncio Prado mit dem Distrikt Mariano Dámaso Beraún im Norden und der Provinz Huánuco mit dem Distrikt Chinchao im Süden. Der Río Jarahuasi trifft schließlich gegenüber der Ortschaft Cayumba auf einer Höhe von etwa 750 m auf den nach Norden strömenden Río Huallaga.

## Einzugsgebiet
Der Río Jarahuasi entwässert ein Areal von 1152 km². Im Süden grenzt das Einzugsgebiet des Río Jarahuasi an die Einzugsgebiete der Flüsse Río Chinchao, Río Chinobamba und Río Garbanza, alle drei Zuflüsse des oberen Río Huallaga. Im Südwesten und im Westen liegt das Einzugsgebiet des oberen Río Marañón sowie im Norden das des Río Monzón.

## Ökologie
Das Gebiet südlich des Mittellaufs des Río Jarahuasi liegt im Schutzgebiet Área de Conservación Regional Bosque Montano de Carpish („Bergwald von Carpish“).